# Jan Krenz (dyrygent)

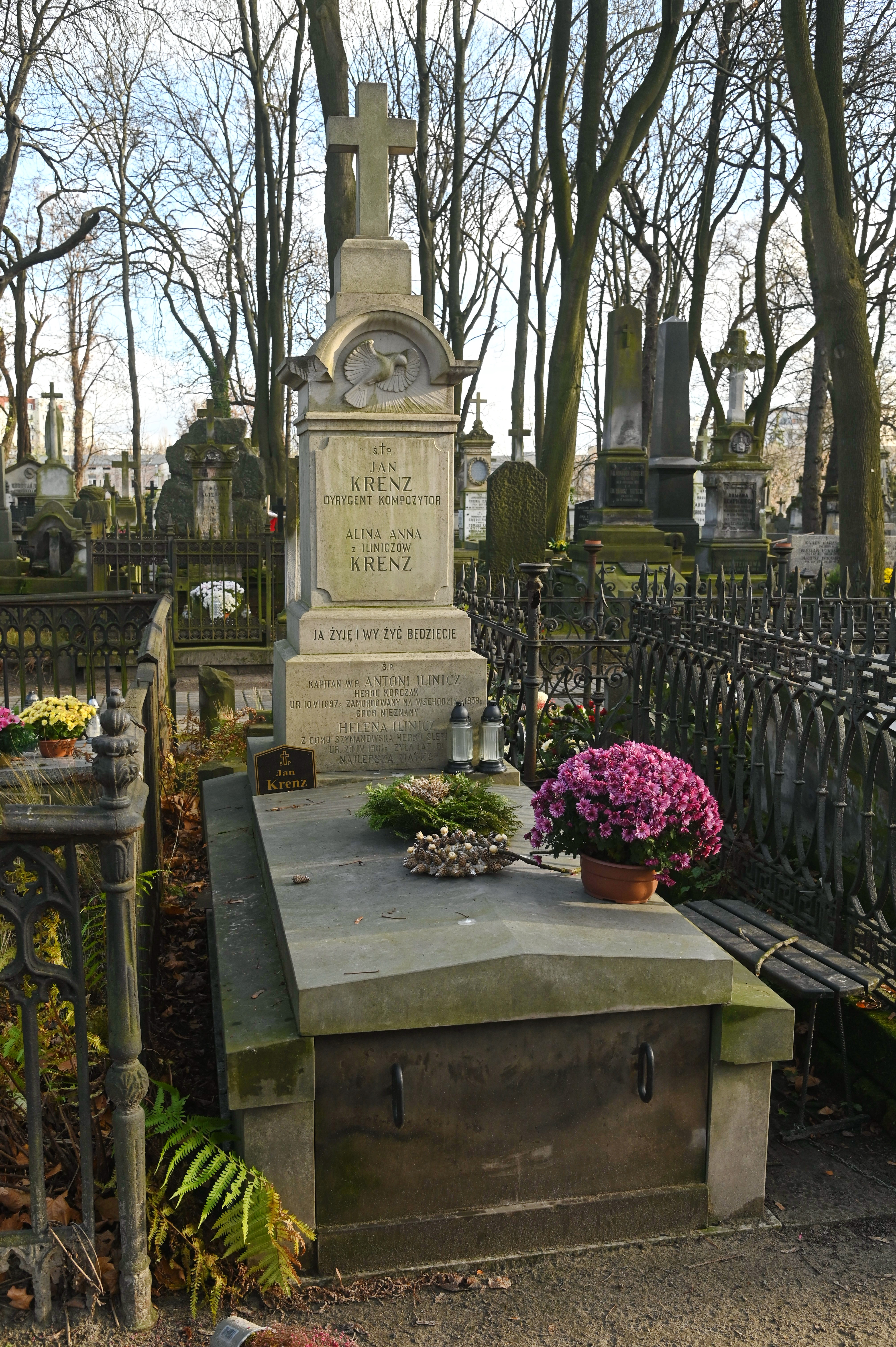
Grób Jana Krenza na warszawskim cmentarzu Powązkowskim

Jan Krenz (ur. 14 lipca 1926 we Włocławku, zm. 15 września 2020 w Warszawie) – polski kompozytor i dyrygent.

## Życiorys
Syn Ottona, ewangelickiego pastora i polskiego patrioty, więźnia niemieckiego obozu koncentracyjnego. Matka i siostra zginęły podczas niemieckiego bombardowania Warszawy. Gry na fortepianie uczył się najpierw u Stanisławy Raube w Warszawie. W okresie okupacji niemieckiej był uczniem Zbigniewa Drzewieckiego (fortepian) i Kazimierza Sikorskiego (kompozycja). W 1943 roku na konspiracyjnym koncercie w Warszawie wykonano jego Kwartet smyczkowy.
7 października 1944 roku Jan Krenz opuścił Warszawę w jednej z ostatnich ewakuowanych przez hitlerowców grup polskiej ludności cywilnej i został osadzony w niemieckim obozie w Pruszkowie. Studia muzyczne ukończył z odznaczeniem w 1947 roku w klasie dyrygentury Kazimierza Wiłkomirskiego i klasie kompozycji Kazimierza Sikorskiego w Państwowej Wyższej Szkole Muzycznej w Łodzi.
Jako dyrygent zadebiutował 1946 w Łodzi, prezentując m.in. własną Toccatę na fortepian i orkiestrę smyczkową (1943, utwór wycofany przez Krenza). W latach 1947–1949 był drugim dyrygentem w Państwowej Filharmonii w Poznaniu, obok Stanisława Wisłockiego; w tym samym czasie w Operze Poznańskiej wystawił Uprowadzenie z seraju Wolfganga Amadeusza Mozarta. Od roku 1950 koncertował regularnie za granicą. Od 1949 do 1951 asystent Grzegorza Fitelberga, dyrektora katowickiej orkiestry Polskiego Radia. W latach 1953–1968 dyrygent i dyrektor Wielkiej Orkiestry Symfonicznej Polskiego Radia w Katowicach.

Dwudziestosiedmioletni Krenz zyskał pozycję zupełnie niezwykłą w tym wieku. Stanął na czele grupy symfoników, która zdążyła – w rywalizacji z Filharmonią Narodową – wyrobić sobie opinię drugiej najlepszej orkiestry w kraju.

Wielokrotnie występował z Wielką Orkiestrą Symfoniczną Polskiego Radia za granicą, m.in. w 1963 roku odbył, najdłuższe w dziejach polskich zespołów, 4-miesięczne tournée przez ZSRR, Mongolię, Chiny, Japonię po Nową Zelandię i Australię, dając w sumie 55 koncertów.
Promował polską muzykę współczesną na forum międzynarodowym. W 1958 roku podczas pobytu w Paryżu osobiście poznał Aleksandra Tansmana. W tym i następnym roku dokonał prawykonań światowych tak ważnych dla historii muzyki dzieł, jak Muzyka żałobna na orkiestrę smyczkową Witolda Lutosławskiego i I Symfonia „1959” op. 14 Henryka Mikołaja Góreckiego.
W roku 1967 został pierwszym dyrygentem, a w 1968 także dyrektorem artystycznym Teatru Wielkiego w Warszawie. Jego działalność w tej placówce (do 1973) zaznaczyła się m.in. premierami Borysa Godunowa Modesta Musorgskiego, Elektry Richarda Straussa i Otella Giuseppe Verdiego.
W latach 1968–1973 prowadził także orkiestrę radia duńskiego w Kopenhadze i współpracował z radiem holenderskim w Hilversum (1983–1985), a także z orkiestrą Yomiuri Nippon Symphony Orchestra w Tokio. W latach 1979–1982 pełnił także funkcję Generalmusikdirektor miasta Bonn, prowadząc orkiestrę Beethovenhalle oraz przedstawienia operowe (m.in. 1979 Lulu Albana Berga i Straszny dwór Stanisława Moniuszki z polski wykonawcami). W latach 1983–1985 współpracował z radiem holenderskim w Hilversum. Gościnnie dyrygował we wszystkich ważniejszych ośrodkach muzycznych, występował m.in. z Berliner Philharmoniker, Staatskapelle Dresden, orkiestrą Filharmoniczną w Leningradzie, Tonhalle w Zurychu, Orchestra delia Scala w Mediolanie, Koninklijk Concertgebouworkest w Amsterdamie oraz z orkiestrami londyńskimi, a także w Stanach Zjednoczonych z Detroit Symphony Orchestra i New York Brooklyn Symphony Orchestra. Uczestniczył regularnie w Międzynarodowym Festiwalu Muzyki Współczesnej Warszawska Jesień oraz w festiwalach m.in. w Edynburgu, Bergen, Pradze, Montreux, Osace, Wiedniu. Krenz często dyrygował gościnnie orkiestrą Filharmonii Narodowej oraz zespołem Sinfonia Varsovia, z którym odbył kilka zagranicznych tournées.
Nagrania płytowe Krenz wykonał m.in. dla firm PN, Philips, Supraphon, Olympia, Lyssna, obejmują one utwory kompozytorów polskich (jak m.in. Fryderyk Chopin, Stanisław Moniuszko, Ignacy Jan Paderewski, Karol Szymanowski, Witold Lutosławski, Kazimierz Serocki, Tadeusz Baird, Henryk Mikołaj Górecki, Bolesław Szabelski), muzykę klasyczną i romantyczną oraz dzieła czołowych przedstawicieli współczesności. Za nagrania płytowe otrzymał liczne międzynarodowe nagrody. Ponadto współpracował z PRiTV w Warszawie prowadząc np. w latach 70. cykl audycji telewizyjnych Słowo i muzyka, a 1990–1991 cykl audycji radiowych poświęconych polski kompozytorom.
Od 1946 roku członek ZAiKS-u, w 1998 otrzymał członkostwo honorowe Stowarzyszenia Autorów ZAiKS.
19 listopada 2006 roku, w 80. rocznicę urodzin i 60. rocznicę debiutu dyrygenckiego w Łodzi, Jan Krenz otrzymał Nagrodę Tansman za wybitną indywidualność muzyczną i bezkompromisowość w twórczości, przyznawaną przez Stowarzyszenie Promocji Kultury im. Aleksandra Tansmana w Łodzi, i poprowadził towarzyszący wręczeniu nagrody finałowy koncert VI Międzynarodowego Festiwalu i Konkursu Indywidualności Muzycznych im. Aleksandra Tansmana w Łodzi, z towarzyszeniem Elżbiety Chojnackiej i Narodowej Orkiestry Symfonicznej Polskiego Radia.
W 2007 był bohaterem Festiwalu Kompozytorów Polskich w Bielsku-Białej (obok Karola Szymanowskiego).
Zofia Helman w Encyklopedii muzycznej PWM napisała o nim:

działalność i osiągnięcia artystyczne postawiły go w rzędzie czołowych współczesnych mistrzów batuty (...) Obdarzony talentem kreacyjnym, nadaje wykonywanym dziełom piętno swej osobowości, nie wykraczając jednak poza intencje kompozytora, lecz raczej je uwydatniając. W interpretacji Krenza wirtuozowska precyzja wykonania i przemyślenie szczegółów konstrukcji utworu idą w parze ze zmysłem muzycznej dramaturgii, podkreśleniem jakości emocjonalnych dzieła oraz znakomitym wyczuciem stylów.

Tworzył też, cieszącą się rosnącą popularnością także wśród kompozytorów muzyki poważnej w XX wieku, muzykę filmową, m.in. do dzieł najważniejszych twórców polskiej szkoły filmowej, jak Andrzej Munk (Kolejarskie słowo, Błękitny Krzyż, Niedzielny poranek, Eroica, Zezowate szczęście) i Andrzej Wajda (Kanał, Popiół i diament).
Wraz z Tadeuszem Bairdem i Kazimierzem Serockim stworzył w 1949 „Grupę 49", która formalnie stawiała sobie za cel wprowadzenie do polskiej muzyki zasad socrealizmu, a faktycznie tworzyła muzykę utrzymaną w estetyce neoklasycznej, niekiedy nawet – jak w przypadku kantaty Dwa miasta na dwa chóry i orkiestrę Krenza – „futurystyczno-mahlerowskiej”.
Zmarł w Warszawie, pochowany na cmentarzu Powązkowskim (kwatera 2-2-17).

## Utwory (wybór)
- I kwartet smyczkowy (1943)
- Tryptyk na głos i fortepian (1946)
- Symfonia nr 1 (1947–1949)
- Serenada klasyczna na małą orkiestrę (1950)
- Dwie śpiewki (smutna i wesoła) na chór a cappella (1950)
- Kwartet na flet, obój, klarnet i fagot (1950)
- Dwa miasta, kantata na dwa chóry i orkiestrę (1950)
- Taniec symfoniczny na orkiestrę (1951)
- Serenada wiejska na małą orkiestrę (1951)
- Rapsodia na orkiestrę smyczkową, ksylofon, tam-tam, kotły i czelestę (1952)
- Concertino na fortepian i małą orkiestrę (1952)
- Musica per clarinetto solo (1958)
- Capriccio na 24 instrumenty (1961–1962)
- Messa breve per coro e campane (1982)
- Maski – tryptyk symfoniczny na orkiestrę (1982–1985)
- Musica da camera (Quartetto No. 3) per quartetto d’archi (1983)
- Sonatina per due violini soli (1986)
- Epitaphion na orkiestrę (1989–1990)
- Symfonia nr 2 (quasi una fantasia) (1989–1992)
- Sinfonietta per fiati (1994–1995)
- Impromptu pour violoncelle (1997)
- Tristan in memoriam. Postludium per quartetto d’archi (1997)
- Aria i Perpetuum Mobile na orkiestrę (2004)
- Uwertura na orkiestrę symfoniczną (2005)
- Requiem na baryton solo, chór mieszany i orkiestrę (2007)

## Ordery i odznaczenia
- Krzyż Komandorski z Gwiazdą Orderu Odrodzenia Polski (26 listopada 1996)[13]
- Order Sztandaru Pracy II klasy (1971)
- Krzyż Kawalerski Orderu Odrodzenia Polski (8 lipca 1954)[14]
- Złoty Krzyż Zasługi (22 lipca 1952)[15]
- Medal 10-lecia Polski Ludowej (28 lutego 1955)[16]
- Złoty Medal „Zasłużony Kulturze Gloria Artis” (3 października 2005)[17][18]
- Złota Odznaka honorowa „Za Zasługi dla Warszawy” (1972)
- Order Ecce Homo (2009)

## Nagrody i wyróżnienia
- Nagroda Państwowa II stopnia za działalność artystyczną w minionym 10-leciu (1955)[19]
- Nagroda muzyczna miasta Katowic (1957)
- Nagroda Ministra Kultury i Sztuki III stopnia w dziedzinie muzyki (1963)
- Doroczna Nagroda Związku Kompozytorów Polskich (1968, 1996)[20]
- Nagroda Państwowa I stopnia (1971)
- Nagroda Państwowa I stopnia (1972)[21]
- Nagroda przewodniczącego Komitetu do spraw Radia i Telewizji za twórczość radiową i telewizyjną (1975)[22]
- Nagroda Komitetu do Spraw Radia i Telewizji (1979)
- Diamentowa Batuta – nagroda honorowa z okazji 70-lecia Polskiego Radia (1995)
- Nagroda Ministra Kultury i Sztuki za rok 1998, za dorobek artystyczny w dziedzinie muzyki (1999)
- Nagroda Tansman za wybitną indywidualność muzyczną (2006)
- Koryfeusz Muzyki Polskiej za całokształt twórczości (2011)
- nagroda Złotego Orfeusza za wykonania na Warszawskiej Jesieni (dwukrotnie)
- tytuł doktora honoris causa Akademii Muzycznej im. Grażyny i Kiejstuta Bacewiczów w Łodzi (2018)[23]